# 巴塔格兰县
巴塔格兰县，巴基斯坦开伯尔－普赫图赫瓦省的一个县。总面积1301平方公里，总人口307,278(1998)。主要语言为普什图语。

## 行政区划
巴塔格兰县分为2个乡。
| 乡         | 联合委员会 |
| ---------- | ---------- |
| Allai乡    | 8          |
| Batagram乡 | 12         |